# Treatment
A treatment egy film történetének a forgatókönyvíró által megfogalmazott rövid, néhány oldalas összefoglalója, amiből ki kell derülnie kik a film fő karakterei, mi történik velük, nagy vonalakban leírja a felmerülő főbb, lényeges konfliktusokat és a történet megoldását. Mindezt jelen idejű prózában teszi, elmesélve a történetet.
Nagyon hasonlít a szinopszishoz (egyoldalas cselekményváz), illetve lényege gyakorlatilag ugyanaz: a forgatókönyvből a kurátoroknak és szakértőknek készített sűrített kivonat, ez alapján döntenek arról, hogy melyik könyvet tartják támogatásra érdemesnek. Terjedelme a 4-6 oldalastól a 20-30 oldalasig terjed.